# Gäddtjärnen (Mora socken, Dalarna, 676927-145405)
Gäddtjärnen är en sjö i Mora kommun i Dalarna och ingår i Dalälvens huvudavrinningsområde. Sjöns area är 0,02 kvadratkilometer och den är belägen 288 meter över havet.